# Daleapidea
Daleapidea is een geslacht van wantsen uit de familie van de Miridae (blindwantsen). Het geslacht werd voor het eerst wetenschappelijk beschreven door Harry Hazelton Knight in 1968.

## Soorten
Het genus bevat de volgende soorten:

- Daleapidea albescens (Van Duzee, 1918)
- Daleapidea daleae Knight, 1968
- Daleapidea decorata (Uhler, 1894)